# Feuerkind
Feuerkind (engl. Firestarter) ist ein Horror-Roman des US-amerikanischen Schriftstellers Stephen King, der durch den New Yorker Verlag Viking Press im Jahre 1980 publiziert wurde. Eine Veröffentlichung der Übersetzung ins Deutsche von Harro Christensen übernahm der Bastei-Lübbe-Verlag ein Jahr später.

## Inhalt
Die Hauptfigur in Feuerkind ist Charlene „Charlie“ McGee, ein junges Mädchen mit der Fähigkeit zur Pyrokinese: Sie kann mit ihrem Willen Feuer entfachen und beliebige Gegenstände in Brand setzen. Charlie wurde mit dem pyrokinetischen Talent geboren, nachdem ihre Eltern als Collegestudenten an einem Drogenexperiment teilnahmen. Anfangs wird ihre Fähigkeit durch die rigide Sauberkeitserziehung der Eltern unterbunden und durch ihre noch nicht vollständig entwickelte Hypophyse. Nur gelegentlich trat ihre Kraft hervor, z. B. im Krabbelalter, als sie über einen Teddy stolperte und diesen voller Wut verbrannte. Als Resultat des Drogenexperiments entwickelte Charlies Vater Andy die Fähigkeit, den Willen anderer Menschen mittels seiner Gedanken zu beeinflussen. Ihre Mutter verfügt über leichte Telekinese- und Telepathie-Fähigkeiten. Im Vergleich zu Charlies Fähigkeiten sind die Kräfte der Eltern jedoch schwach ausgeprägt.
Die McGees werden von der Firma (engl. the Shop) verfolgt, einer Geheimdienstorganisation der Regierung, die an dem ursprünglichen Experiment beteiligt war. Die Agenten der Firma wollen Charlies Fähigkeiten genauer untersuchen und weitere Experimente durchführen, um die Pyrokinese als Waffe im Kalten Krieg einzusetzen. Die Eltern wollen das verhindern und versuchen, sich dem Zugriff der Firma zu entziehen. Die Agenten ermorden Charlies Mutter, worauf Andy und Charlie nach New York fliehen. Doch die Firma lässt nicht locker und spürt die beiden immer wieder auf. In einer entlegenen Hütte von Andys Großvater finden sie einen Winter lang Zuflucht, bis sie auch dort entdeckt werden und von einem Spezialagenten der Firma, dem Indianer John Rainbird, gefangen genommen werden. Die Agenten verschleppen sie ins Hauptquartier der Firma in Longmont, Virginia.
Die Agenten trennen Vater und Tochter voneinander und versuchen, beide dazu zu bringen, ihre Fähigkeiten in kontrollierten Experimenten unter Beweis zu stellen. Sie sind jedoch vor allem an Charlie interessiert und beschränken sich gegenüber Andy im Wesentlichen darauf, ihn unter Kontrolle zu halten. Charlie weigert sich zunächst, Gegenstände im Labor zu entzünden. Sie ändert jedoch ihre Meinung, als Rainbird sich – als freundlicher Wärter getarnt – ihr Vertrauen erschleicht und sie umstimmt. Charlie ahnt nicht, dass die Firma beabsichtigt, sie nach Abschluss der Experimente auf jeden Fall zu töten. Für die Agenten sind die Fähigkeiten von Charlie zu gewaltig und unberechenbar.
Andy hat eine Vorahnung, dass Rainbird seiner Tochter gefährlich wird, und entzieht sich heimlich und behutsam der medikamentösen Kontrolle durch seine Bewacher. Er nutzt seine Fähigkeiten, um den Chef der Firma, Captain Hollister, zu beeinflussen und seine gemeinsame Flucht mit Charlie zu arrangieren. Vater und Tochter begegnen sich daraufhin erstmals auf dem Gelände der Firma. Der Agent Rainbird hat jedoch die Absichten von Andy und Charlie durchschaut. Er lauert den beiden auf und erschießt Andy. Bevor Andy stirbt, gibt er Charlie die Anweisung, auf dem Weg in die Freiheit alles niederzubrennen. Charlie gehorcht ihrem Vater und verwandelt den gesamten Gebäudekomplex in eine flammendes Inferno, bei dem Rainbird und viele andere Agenten ums Leben kommen.
Charlie taucht bei einem Farmerehepaar unter. Bevor die Agenten der Firma ihr Versteck ausheben, setzt sie sich nach New York ab. Sie will dort ihre Geschichte in die Medien bringen, was ihr Vater zuvor schon vergeblich versucht hat. Als von der Regierung unbeobachtetes und unabhängiges Presseorgan macht sie das Magazin Rolling Stone aus. Charlie hofft, dass die Veröffentlichung ihrer Geschichte sie vor der Firma schützen wird. Das Buch endet mit dem Betreten der Redaktionsräume.

## Wissenswertes
- Neben der regulär publizierten Ausgabe von Viking erschienen zeitgleich 726 Sammelexemplare im amerikanischen Verlag Phantasia Press, Hunting Woods, bestehend aus 700 nummerierten und signierten Exemplaren sowie 26 mit A–Z gekennzeichneten Exemplaren, die in Asbest eingebunden sind.[1]

- Feuerkind wurde im Jahre 1981 von der American Library Association als Best Book for young adults (zu deutsch: Bestes Buch für junge Erwachsene) ausgezeichnet.

- Der Roman wurde 1984 von Mark L. Lester unter dem Titel Der Feuerteufel verfilmt. Die Hauptrolle der Charlie wurde mit dem Kinderstar Drew Barrymore besetzt. 2002 entstand mit Feuerteufel – Die Rückkehr (Firestarter 2: Rekindled) eine filmische Fernsehfortsetzung, bei der Marguerite Moreau die Hauptrolle übernahm. 2022 erschien mit Firestarter eine Neuverfilmung.

## Verknüpfung zu anderen Werken
- Die Firma ist eine geheime Agentur, die auch die Geschehnisse in The Tommyknockers untersucht und in Langoliers erwähnt wird. Ebenso wird die "Firma" als "Das Institut", so auch der offizielle Name in den Büchern, in einem Buch von 2019 und einer Serie von 2025, jeweils gleichnamig "The Institute" genannt, als Hauptthema behandelt.

## Ausgaben
- Stephen King: Feuerkind. Heyne, München 2007, ISBN 978-3-453-43273-4.